# Blind Creek Indian Reserve 6
Blind Creek Indian Reserve 6 är ett reservat i Kanada.   Det ligger i provinsen British Columbia, i den södra delen av landet, 3 300 km väster om huvudstaden Ottawa.
I omgivningarna runt Blind Creek Indian Reserve 6 växer i huvudsak barrskog. Runt Blind Creek Indian Reserve 6 är det mycket glesbefolkat, med 3 invånare per kvadratkilometer.